# Oboroceni, Iași
Oboroceni este un sat în comuna Heleșteni din județul Iași, Moldova, România.